# شبه‌جاشیر
شبه جاشیر (نام علمی: Calyptrosciadium) نام یک سرده از تیره چتریان است.